# Petr Jiráček
Petr Jiráček (Tuchořice, 2 de março de 1986) é um futebolista tcheco que atua no meio-campo. Atualmente joga pelo AS Monaco.

## Carreira
Em setembro de 2011, ele fez sua estreia na seleção tcheca em uma partida contra a Escócia. Ele marcou seu primeiro gol na vitória por 1-0 sobre Montenegro nas Eliminatórias para a Eurocopa 2012.Já na Eurocopa de 2012 Petr foi o melhor da República Tcheca atrás de Tomas Rosicky e o goleiro Chec. A República Tcheca
perdeu para a Alemanha nas quartas de final.
Jiráček fez 122 partidas pelo Viktoria Plzeň entre 2008 e 2011. Em dezembro de 2011, Jiráček assinou um contrato de quatro anos e meio com a equipe alemã Bundesliga do VfL Wolfsburg.